# Montrose (Georgia)
Montrose es un pueblo ubicado en el condado de Laurens en el estado estadounidense de Georgia. En el censo de 2000, su población era de 154.

## Demografía
En el 2000 la renta per cápita promedia del hogar era de $46,563, y el ingreso promedio para una familia era de $56,250. El ingreso per cápita para la localidad era de $14,504. Los hombres tenían un ingreso per cápita de $30,893 contra $18,750 para las mujeres.

## Geografía
Montrose se encuentra ubicado en las coordenadas 32°33′30″N 83°9′8″O / 32.55833, -83.15222 (32.558253, -83.152311).
Según la Oficina del Censo, la localidad tiene un área total de 4,2 km² (1,6 mi²), de la cual 4,2 km² (1,6 mi²) es tierra y 0 km² (0 mi²) (0.00%) es agua.